# The Smashing Pumpkins
The Smashing Pumpkins (transkr. Smešing pampkins) je američki alternativni rok bend nastao 1988. godine u Čikagu, Ilinois. Iako je postava benda prošla kroz nekoliko izmena, kroz najveći deo karijere benda postavu su činili Bili Korgan (Billy Corgan, vokal/gitara), Džejms Iha (James Iha, gitara/prateći vokal), D'arsi Recki (D'arcy Wretzky, bas gitara/prateći vokal) i Džimi Čejmberlin (Jimmy Chamberlin, bubnjevi/perkusije).
Pored pank rok korena koje dele s mnoštvom alt-rok grupa, bend poseduje raznovrsne elemente muzičkih žanrova kao što su gotik rok, hevi metal, drim pop, psihodelični rok, arena rok, šugejz-stil produkcija, i na kasnijim snimcima, elektronika. Bili Korgan je frontmen i glavni tekstopisac čiji su tekstovi oblikovali albume i pesme benda, koje su opisane kao „mučni, izubijani izveštaji iz Korganove zemlje košmara“.
The Smashing Pumpkins dospeli su u muzički mejnstrim sa svojim drugim albumom, Siamese Dream (1993). Grupa je naklonost publike stekla svojom dugom turnejom i sledećim, duplim albumom Mellon Collie and the Infinite Sadness (1995), koji je debitovao na prvom mestu liste Billborad magazina. Sa približno 18,25 miliona albuma prodatih samo u Sjedinjenim Državama, The Smashing Pumpkins su bili jedan od komercijalno najuspešnijih i kritički najhvaljenijih bendova 1990-ih.

## Diskografija
Studijski albumi
- Gish (1991)
- Siamese Dream (1993)
- Mellon Collie and the Infinite Sadness (1995)
- Adore (1998)
- Machina/The Machines of God (2000)
- Machina II/The Friends & Enemies of Modern Music (2000)
- Zeitgeist (2007)
- Teargarden by Kaleidyscope (2009—2014)
  - Oceania (2012)
  - Monuments to an Elegy (2014)
- Shiny and Oh So Bright, Vol. 1 / LP: No Past. No Future. No Sun. (2018)
- Cyr (2020)
- Atum: A Rock Opera in Three Acts (2023)
- Aghori Mhori Mei (2024)

## Napomene
1. ↑  Iako se bend često spominje samo kao Smashing Pumpkins, sa tako napisanim imenom na albumima Gish, Siamese Dream i Zeitgeist (kao i propratnim singlovima), bend je češće nazivan The Smashing Pumpkins, od njihovog prvog demo snimka, i isključivo tako između albuma Mellon Collie (1995) i ''Earphoria (2002).

## Spoljašnje veze
- Zvanični veb-sajt
- The Smashing Pumpkins на веб-сајту  (језик: енглески)
- The Smashing Pumpkins на веб-сајту  (језик: енглески)
- The Smashing Pumpkins на веб-сајту  (језик: енглески)
- Blogovi Bilija Korgana o ponovnom okupljanju benda
- portal Smashing Pumpkins fanova